# Peter Roget
Peter Mark Roget (18. ledna 1779 – 12. září 1869) byl britský vědec. Byl synem švýcarského kněze, vystudoval medicínu na univerzitě v Edinburghu, později se stal přírodovědcem, teologem, fyzikem a lexikografem. Jeho nejslavnějším dílem je Thesaurus of English words and phrases (Tezaurus anglických slov a frází), známější jako Rogetův tezaurus, přestože jde „jen“ o kompilaci starších prací podobného druhu. Roget pomohl založit fakultu medicíny na univerzitě v Manchesteru, byl také jedním ze zakladatelů Medical and chirurgical society of London (Londýnské společnosti lékařů a chirurgů), později změněné na Královskou lékařskou společnost, jejímž byl sekretářem. V roce 1815 vynalezl logaritmické pravítko, které umožňovalo počítání logaritmů, což umožňovalo přímé umocňování a odmocňování. Publikoval mnoho studií, týkajících se přírodních věd (zabýval se např. viděním).